# Hepatica (Ranunculaceae)

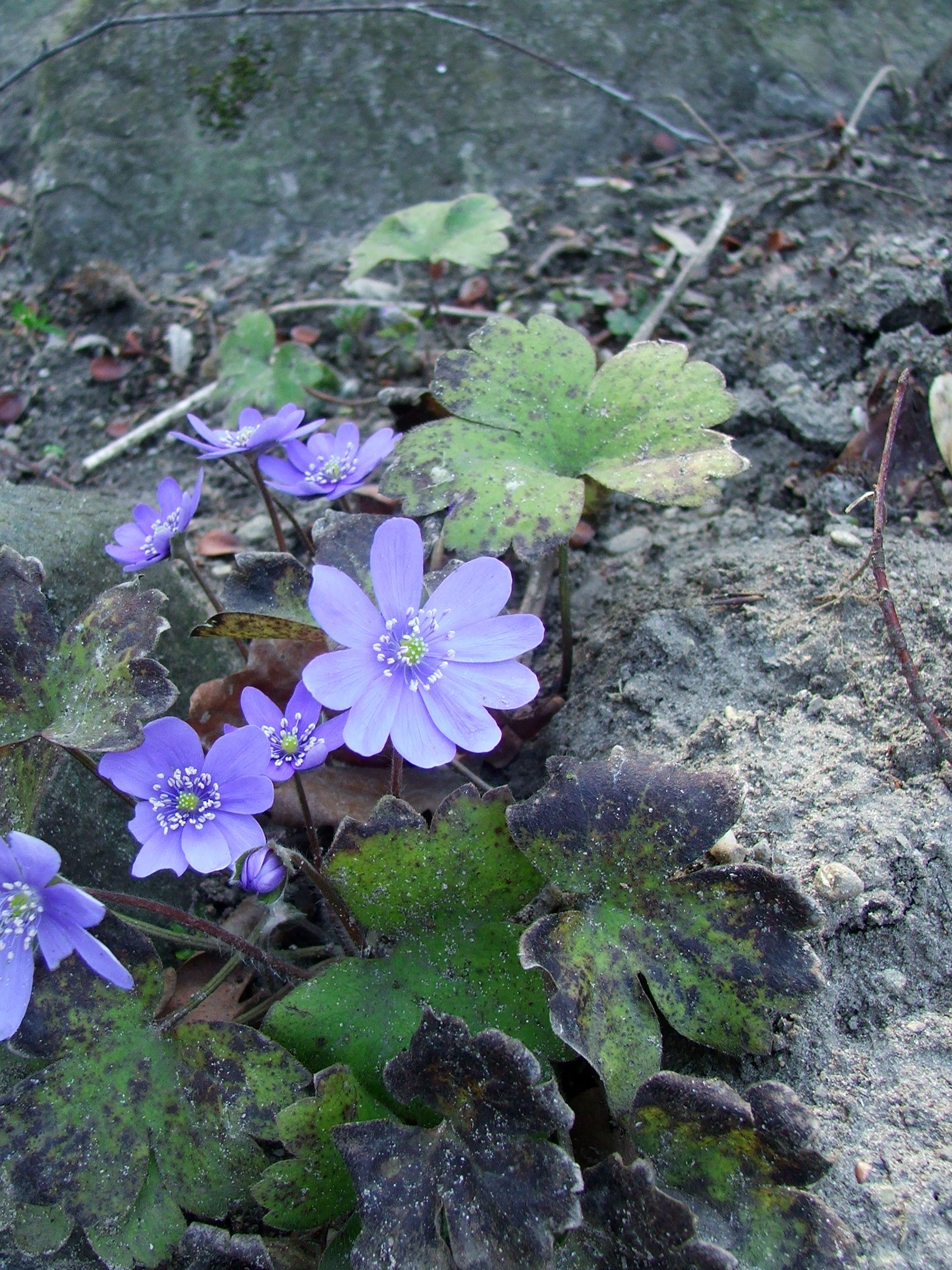
Hepatica transsilvanica

Hepatica hay cây Chương nhĩ tế tân, cây lá gan (can diệp - do hình dạng của lá rất giống gan người (tiếng Hy Lạp, hepar là gan)), là một loài cây lâu năm thuộc họ Mao lương, phân bố ở Trung và Bắc Âu, châu Á và phía Đông của Bắc Mỹ.
Hoa lưỡng tính với đài hoa có nhiều màu sặc sỡ (trong tự nhiên thường gặp các màu hồng, xanh lam, trắng hay tím), với các lá bắc (thường là 3 lá bắc) màu xanh lá có nhiều lông tơ. Hoa thường mọc đơn, bắt đầu nở vào cuối đông, đầu xuân.
Lá mọc sát đất, thường chia ba thùy và tồn tại suốt mùa đông.
Hepatica được trồng nhiều ở Nhật Bản từ thế kỷ XVIII (thời kỳ Ê-đô), và được lai tạo thành các giống mới với lượng cánh nhiều hơn và màu sắc đa dạng hơn.
Trước đây, cây lá gan được dùng làm dược thảo. Dựa trên lý thuyết về thực bổ, người ta cho rằng nó có thể trị các bệnh rối loạn về gan. Khá độc nếu dùng với liều lượng lớn, nhưng nó vẫn được dùng giảm đau và làm se với các vết thương chậm lành.

## Các loài
Phân loại Mabuchi (2005):.
Nhóm Angulosa
- Hepatica falconeri (Thomson) Juz.
- Hepatica henryi Steward
- Hepatica yamatutai Nakai
- Hepatica transsilvanica

Nhóm Triloba
- Hepatica nobilis Schreb. syn.: Anemone hepatica L.
- Hepatica asiatica Nakai
- Hepatica insularis Nakai
- Hepatica americana (DC) Ker Gawl
- Hepatica acutiloba DC
- Hepatica maxima (Nakai) Nakai

Phân loại ITIS:
- Hepatica nobilis Schreb. non valide